# Machimia
Machimia is een geslacht van vlinders van de familie sikkelmotten (Oecophoridae), uit de onderfamilie Depressariinae.

## Soorten
- M. absumptella (Walker, 1864)
- M. achroa (Turner, 1896)
- M. aethostola Meyrick, 1931
- M. agglomerata Meyrick, 1920
- M. albula Turner, 1946
- M. alma Meyrick, 1914
- M. amata Meyrick, 1914
- M. anaemica Turner, 1916
- M. analis (Busck, 1914)
- M. ancorata (Walsingham, 1912)
- M. anthracospora Meyrick, 1934
- M. atripunctella (Turner, 1896)
- M. baliosticha Turner, 1946
- M. biseriata Meyrick, 1920
- M. brachytricha Turner, 1927
- M. brevicilia Turner, 1946
- M. caduca (Walsingham, 1912)
- M. caminodes (Turner, 1916)
- M. carnea (Zeller, 1855)
- M. coccinea Turner, 1917
- M. coccoscela Turner, 1946
- M. conspersa Turner, 1946
- M. costimacula (Meyrick, 1883)
- M. crossota (Walsingham, 1912)
- M. crucifera (Busck, 1914)
- M. cruda Meyrick, 1926
- M. cryptorrhoda Turner, 1946
- M. cuphosema Turner, 1946
- M. cylicotypa Turner, 1946
- M. cyphopleura Turner, 1946
- M. cholodella (Meyrick, 1883)
- M. chorrera (Busck, 1914)
- M. defessa Meyrick, 1920
- M. delosticta Turner, 1946
- M. desertorum (Berg, 1875)
- M. diagrapha Meyrick, 1931
- M. dolopis (Walsingham, 1912)
- M. dystheata Turner, 1946
- M. ebenosticta Turner, 1946
- M. eothina Meyrick, 1920
- M. eoxantha (Turner, 1896)
- M. epicosma (Turner, 1916)
- M. erythema (Walsingham, 1912)
- M. eubrocha Turner, 1946
- M. fervida (Zeller, 1855)
- M. flava (Zeller, 1839)
- M. guerneella Joannis, 1914
- M. habroschema Turner, 1946
- M. haploceros Turner, 1946
- M. hebes Turner, 1946
- M. holochra Turner, 1946
- M. homopolia Turner, 1946
- M. ignicolor (Busck, 1914)
- M. incensatella (Walker, 1864)
- M. intaminata Meyrick, 1922
- M. interjecta Turner, 1946
- M. lera Turner, 1946
- M. leucerythra Meyrick, 1883
- M. limbata (Meyrick, 1883)
- M. loxomita Turner, 1946
- M. marcella (Busck, 1914)
- M. mesogaea Turner, 1916
- M. metagypsa Turner, 1946
- M. metaxantha Turner, 1946
- M. metriopis (Meyrick, 1887)

- M. micromita Turner, 1946
- M. microptera Turner, 1916
- M. miltosparsa (Turner, 1914)
- M. miltosticha Turner, 1946
- M. mitescens Meyrick, 1914
- M. moderatella (Walker, 1864)
- M. mollis Turner, 1946
- M. morata Meyrick, 1911
- M. myodes (Meyrick, 1883)
- M. neochlora (Meyrick, 1883)
- M. nephospila Turner, 1946
- M. neuroscia Meyrick, 1930
- M. notatana Walker, 1863
- M. notella (Busck, 1914)
- M. notoporphyra Turner, 1946
- M. ochra Turner, 1946
- M. ochrophanes Turner, 1916
- M. oncospila Turner, 1946
- M. oxybela Meyrick, 1931
- M. pastea Turner, 1927
- M. peperita (Walsingham, 1912)
- M. perianthes Meyrick, 1922
- M. phaenopis Turner, 1916
- M. picturata Turner, 1946
- M. platyporphyra Turner, 1946
- M. porphyraspis (Turner, 1896)
- M. praepedita Meyrick, 1920
- M. pseudota (Lower, 1901)
- M. pudica Zeller, 1855
- M. pyrocalyx (Meyrick, 1922)
- M. pyrograpta Meyrick, 1932
- M. pyrrhopasta Turner, 1946
- M. pyrrhoxantha Meyrick, 1931
- M. repandula (Zeller, 1855)
- M. restricta Meyrick, 1920
- M. rhaphiducha Turner, 1946
- M. rhodochila Turner, 1946
- M. rhodopepla (Lower, 1903)
- M. rhoecozona Turner, 1946
- M. rogifera Meyrick, 1914
- M. roseomarginella (Busck, 1911)
- M. rubella Turner, 1938
- M. rufa (Meyrick, 1883)
- M. rufescens Turner, 1946
- M. rufimaculella (Turner, 1896)
- M. sarcoxantha (Lower, 1893)
- M. sejunctella Walker, 1864
- M. sericata (Meyrick, 1883)
- M. serva Meyrick, 1920
- M. similis Turner, 1946
- M. sobriella (Walker, 1864)
- M. stenomorpha Turner, 1946
- M. stenorrhoda Turner, 1946
- M. stygnodes Turner, 1946
- M. styphlodes (Turner, 1946)
- M. submissa Turner, 1946
- M. sulphurea (Busck, 1914)
- M. tentoriferella Clemens, 1860
- M. teratopa Meyrick, 1920
- M. trigama Meyrick, 1928
- M. trunca Meyrick, 1930
- M. umbratica Turner, 1946
- M. vestalis Zeller, 1873
- M. zatrephes Turner, 1916
- M. zelota Turner, 1916